# Palo del Colle
Palo del Colle is een gemeente in de Italiaanse provincie Bari (regio Apulië) en telt 21.368 inwoners (31-12-2004). De oppervlakte bedraagt 79,1 km², de bevolkingsdichtheid is 270 inwoners per km².

## Demografie
Palo del Colle telt ongeveer 7221 huishoudens. Het aantal inwoners steeg in de periode 1991-2001 met 15,2% volgens cijfers uit de tienjaarlijkse volkstellingen van ISTAT.
| Jaar | Inwoneraantal |
| ---- | ------------- |
| 1991 | 18.106        |
| 2001 | 20.852        |

## Geografie
Palo del Colle grenst aan de volgende gemeenten: Binetto, Bitetto, Bitonto, Toritto.